# Viktor Ullmann
Viktor Ullmann (Cieszyn, Imperio austrohúngaro —hoy en Polonia—; 1 de enero de 1898-Auschwitz, 18 de octubre de 1944) fue un pianista y compositor austriaco.

## Biografía

### Infancia y juventud
Había nacido en la región de Silesia, del Imperio austrohúngaro. Sus padres, ambos de origen judío, se habían convertido al catolicismo antes de su nacimiento, por lo que Viktor fue bautizado y educado en el cristianismo. Su padre, como muchos judíos conversos, emprendió la carrera militar y durante la Primera Guerra Mundial alcanzó el grado de coronel. 
Viktor frecuentó a partir de 1909 un gymnasium en Viena. Sus grandes aptitudes para la música lo acercaron muy pronto a Arnold Schönberg y a su círculo de alumnos. Terminados los estudios, se presentó voluntario para cumplir el servicio militar y fue destinado al frente italiano (a Isonzo). Consiguió el grado de teniente y obtuvo autorización para proseguir sus estudios. Se matriculó en Derecho en la Universidad de Viena (donde recibió clase del filósofo y pedagogo Wilhelm Jerusalem) y a principios de octubre de 1918, fue aceptado como alumno por Schönberg, con el que estudió contrapunto, formas musicales y orquestación. Ullmann era un excelente pianista, pero no ambicionaba seguir la carrera de solista.

### Traslado a Praga
En mayo de 1919 interrumpió todos sus estudios y abandonó Viena para trasladarse a Praga, donde se consagró por entero a la música. Su nuevo maestro fue Alexander von Zemlinsky. En Praga, Ullmann fue director de la orquesta del Nuevo Teatro Alemán de Praga entre 1922 y 1927. Allí estrenó en 1923 7 Lieder mit Klavier («Siete canciones con piano»), la primera de una serie de obras con las que obtuvo un gran éxito. En 1925 compuso las Schönberg-Variationen («Variaciones Schönberg») para piano (estrenadas en Praga en 1926).

### Europa: 1929-1931
Entre 1929 y 1931 abandonó Praga y trabajó como compositor y director de orquesta en la Schauspielhaus de Zúrich y de 1931 a 1933 fue librero en Stuttgart (donde se convirtió en propietario de la Biblioteca Novalis de antroposofía)

### Regreso a Praga. Campos de concentración y muerte
Regresó a Praga en 1933, donde estudió composición con Alois Hába entre 1935 y 1937. En 1936 ganó el Premio Hertzka por su ópera Der Sturz des Antichrist (op. 9). El libreto de esta ópera es de Albert Steffen.
Hasta el momento de su deportación, su obra constaba de 41 composiciones e incluía tres sonatas para piano, dos ciclos de lieder (con textos de varios poetas), una ópera y el concierto para piano op. 25, que terminó en diciembre de 1939, nueve meses antes de que entraran las tropas nazis en Praga. La mayor parte de estas obras han desaparecido: los manuscritos se perdieron durante la ocupación alemana.
El 8 de septiembre de 1942 fue encerrado en el campo de concentración de Theresienstadt. Allí llevaría una labor importante como animador cultural, director de orquesta, pedagogo, pianista, crítico y compositor. Su obra más conocida es la ópera Der Kaiser von Atlantis (El emperador de la Atlántida), compuesta en 1944 en el campo de concentración de Theresienstadt. Su composición supuso la muerte de Ullmann. El 15 de octubre de 1944 estaban realizando el ensayo general cuando, un oficial de las SS decidió ir a verlo (excepto en la visita De la Cruz Roja Internacional nunca iba a las actuaciones musicales del gueto). Al ver la obra se percató de que era una crítica contra el régimen nacionalsocialista y, más concretamente, contra Hitler. Al día siguiente todos los miembros del montaje menos una persona fueron deportados a Auschwitz, donde Viktor Ullmann fue asesinado en la cámara de gas nada más llegar. Esta obra se ha convertido en un símbolo del holocausto.
El 16 de octubre de 1944 fue trasladado a Auschwitz, donde murió en la cámara de gas el 18 de octubre.

## Catálogo de obras
A mediados de 1942, poco antes de su ingreso en el campo de concentración de Theresienstadt, Ullmann preparó una lista exhaustiva de sus composiciones hasta aquel momento. Esta lista se conserva en una biblioteca de Londres como parte de una carta a un corresponsal del que se desconoce su identidad. Se trata de un catálogo completo, desde el opus 1 al n.º 41. Esta lista tiene un valor incalculable al dar noticia de todas las obras perdidas o desconocidas, y da idea de la terrible pérdida que para el arte supuso la persecución nazi y la guerra.
En la siguiente relación se respeta el número de catalogación utilizado por Ullmann y se ha proseguido con sus obras creadas en el campo de concentración de Theresienstadt. El orden es cronológico y se incluyen sus primeras obras y las conocidas por referencias documentales, aunque no se conserven las partituras. Cuando no se tiene certeza de una fecha se señala con un signo de interrogación. Los datos de las primeras obras se han obtenido de una lista que elaboró Ullmann (Riemann Musiklexikon, octubre de 1929), en la que algunas obras tienen una numeración de opus diferente (ese primer número de catálogo se señala en tales casos junto al título de la obra).
| Año          | Opus (orig.) | Opus     | Obra | Tipo de obra                  | Notas |
| ------------ | ------------ | -------- | --- | ----------------------------- | --- |
| 1919         | Opus 01      | -        | Drei Männerchöre a cappella («Tres coros masculinos a cappella») | Música vocal                  | |
| 1921         | Opus 02      | -        | Lieder mit Orchester («Lieder con orquesta») | Música vocal (orquesta)       | |
| 1921         | Opus 03      | -        | Abendlied (Claudius) für Chor, Soli und Orchester («Canción de la tarde (Claudius)», para coro, solistas y orquesta. | Música coral (orquesta)       | |
| 1922         | -            | -        | Musik zu einem Märchenspiel (Weihnachtsspiel "Wie Klein Else das Christkindlein suchen ging") («Música para un príncipe encantado»)                                                                                       | -                             | Estreno: Praga, 1922 |
| 1923         | Opus 04      | -        | Sieben Lieder mit Klavier («Siete lieder con piano») | Música solista (piano)        | Estreno: Praga, 1923, Fiesta de la Música del IGNM, Praga, 1924 . |
| 1923         | Opus 05      | Opus 01  | Streichquartett («Cuarteto de cuerda» [n.º 1]) | Música de cámara              | Estreno: Praga, 1927 |
| 1924         | Opus 06      | -        | Sieben Lieder mit Kammerorchester («Siete lieder con orquesta de cámara») | Música orquestal (cámara)     | Estreno: Praga, 1924 |
| 1924         | Opus 07      | -        | Symphonische Phantasie (también titulada: "Solokantate für Tenor und Orchester") (Fantasía sinfónica (también titulada: Cantata solista para tenor y orquesta)                                                            | Música orquestal              | Estreno: Praga, 1925 |
| 1924         | -            | Opus 42  | Bühnenmusik zu "Der Kreidekreis" (Klabund) (Música para la obra escénica "Der Kreidekreis") [perdida]) | Música escénica               | Estreno: Praga, 1925 |
| 1924         | Opus 08      | Opus 02  | Oktett (también titulado: "Oktettino") | Música de cámara              | Estreno: Praga, 1926 |
| 1925         | Opus 09      | -        | (21) Variationen und Doppelfuge über ein kleines Klavierstück von Schönberg (op. 19, 4) | Música solista (piano)        | Estreno: Praga, 1926 |
| 1926         | Opus 10      | -        | Trio für Holzbläser | Música de cámara              | |
| 1928         | Opus 11      | Opus 04  | Konzert für Orchester (auch unter den Titeln "1. Symphonie" und Symphonietta") | Música orquestal              | Estreno: Praga, 1929 |
| 1929         | -            | -        | (5) Variationen und Doppelfuge über ein kleines Klavierstück von Arnold Schönberg (für Klavier) | Música solista (piano)        | Estreno: Praga, 1929. Erhalten blieb die Abschrift eines Praguer Kopisten. Fiesta de la Música del IGNM, Genf, 1929.                                                                                  |
| 1929         | -            | Opus 05  | Sieben kleine Serenaden für Gesang und 12 Instrumente (Texto: Ullmann) | Música vocal con instrumentos | Estreno: Fráncfort del Meno, 1931. |
| 1927-29,42   | -            | Opus 06  | Peer Gynt (Ibsen). Opéra (perdida) | Música escénica (ópera)       | Terminada después de 1938. |
| 1933,34      | -            | Opus 03a | (9) Variationen und Doppelfuge über ein Thema von Arnold Schönberg für piano («Variaciones y doble fuga sobre un tema de Arnold Schönberg»), para piano.                                                                  | Música solista (piano)        | Editada por el autor: Praga, 1939. |
| 1929,34      | -            | Opus 03b | Variationen, Phantasie und Doppelfuge über ein kleines Klavierstück von Schönberg, für orchester («Variaciones y doble fuga sobre un tema de Arnold Schönberg»), para orquesta.                                           | Música orquestal              | Hertzka-Preis 1934. Estreno: Praga, 1938. In der Abschrift zweier Pragueer Kopisten blieb ein Satz Orchesterstimmen erhalten.                                                                         |
| 1935         | -            | Opus 07  | 2. Streichquartett («Cuarteto de cuerda nº 2») | Música de cámara              | Estreno: Praga, 1936. Fiesta de la Música del IGNM, Londres, 1938. |
| 1935         | -            | Opus 08  | (Sieben) Elegien für Sopran und Orchester («Siete elegías») | Música vocal (orquesta)       | Estreno: Praga, 1936 (drei Stücke). Im Autograph erhalten blieb Opus 8, 2: "Schwer ist's das Schöne zu lassen" (Steffen).                                                                             |
| 1935         | -            | Opus 09  | Der Sturz des Antichrist. [«La caída del Anticristo»] Bühnenweihefestspiel in 3 Akten (Steffen) (ópera) | Música escénica (ópera)       | Premio Hertzka, 1936. Im Autograph erhalten blieben die Partitur und ein teilweise vom Komponisten geschriebener Klavierauszug.                                                                       |
| 1936         | -            | Opus 10  | 1. Klaviersonate («Sonata para piano nº 1») | Música solista (piano)        | Editada por el autor: Praga, 1936. Fiesta de la Música del IGNM, Nueva York 1941. |
| 1936         | -            | Opus 11  | Chinesische Melodramen (también titulado "Galgenlieder") | -                             | Estreno: Praga, 1936. |
| 1936-37      | -            | Opus 12  | Huttens letzte Tage (C.F. Meyer), lyrische Symphonie für Tenor, Bariton und Orchester | Música vocal (orquesta)       | |
| 1936         | -            | Opus 13  | Missa symphonica für Chor, Soli, Orchester und Orgel ("zu Ehren des Erzengels Michael") | Música coral (orquesta)       | |
| 1936         | -            | Opus 14  | Drei Chöre a cappella (también titulados "Rosenkreuzer-Kantate") | Música coral (capella)        | |
| 1936         | -            | Opus 15  | Oster-Kantate (también titulada "Kammer-Kantate") für gemischten kleinen Chor und 6 Instrumente | Música vocal (cantata)        | |
| 1936         | -            | Opus 16  | Sonate für Viertelton-Klarinette und Viertelton-Klavier | Música instrumental (dúo)     | Estreno: Praga, 1937. Erhalten blieb nur das Autograph der Klarinetten-Stimme. |
| 1937         | -            | Opus 17  | Six Lieder (Albert Steffen) para soprano y piano | Música vocal (piano)          | Editada por el autor: Praga, 1937. Estreno: Praga, 1937. |
| 1937 (?)     | -            | Opus 18  | Lieder (Kraus, Goethe, Novalis) (también bajo el título "Liederzyklus II") | -                             | |
| 1938-39      | -            | Opus 19  | 2. Klaviersonate («Sonata para piano nº 2»). | Música solista (piano)        | Editada por el autor: Praga, 1939. Estreno: Praga, 1940. |
| 1939         | -            | Opus 03c | Variationen und Doppelfuge über ein Thema von Arnold Schönberg |                               | Se conserva fotocopia del manuscrito. |
| 1939/40      | -            | Opus 20  | Geistliche Lieder, para voz aguda y piano (A. Steffen, Ch. Morgenstern, Novalis, Percy Mc Kay y textos populares). | Música vocal (piano)          | Editada por el autor: Praga, 1940. Estreno: Praga, 1940. |
| 1929-39 (?)  | -            | Opus 21  | Lieder (Brezina) | -                             | |
| 1939-40 (?)  | -            | Opus 22  | Kinderlieder | -                             | |
| 1940 (?)     | -            | Opus 23  | Der Gott und die Bajadere (de Goethe) para barítono y piano | Música vocal (piano)          | Estreno: Praga, 1940. |
| 1939-40      | -            | Opus 24  | Slawische Rhapsodie für Orchester und obligates Saxophon | Música orquestal              | Editada por el autor: Praga, 1940 (impresa como "Opus 23") |
| 1939         | -            | Opus 25  | Concierto para piano | Música orquestal (concierto)  | Se conserva el manuscrito; Editada por el autor: Praga, 1940. |
| 1939         | -            | Opus 26  | Fünf Liebeslieder (Cinco cantos de amor), para soprano y piano (texto de Hunt) | Música vocal (piano)          | Editada por el autor: Praga, 1939. |
| 1940         | -            | Opus 27  | Lieder des Prinzen Vogelfrei (sobre textos de Nietzsche) | -                             | |
| 1940         | -            | Opus 28  | 3. Klaviersonate («Sonata para piano nº 3») | Música solista (piano)        | Editada por el autor: Praga, 1940. (Impresa como "Opus 26") |
| 1939-40      | -            | Opus 29  | Drei Sonette aus dem Portugiesischen («Tres sonetos de la portuguesa»)(Canciones de amor de mujeres famosas. 2.ª serie, poemas de Elizabeth Barrett Browning traducidos al alemán por R. M. Rilke), para soprano y piano. | Música vocal (piano)          | Editada por el autor: Praga, 1940. Estreno: Praga, 1940. |
| 1940         | -            | Opus 30  | Liederbuch des Hafis («Libro de canciones de Hafiz»), para bajo y piano. 1.ª suite. | Música vocal (piano)          | Editada por el autor: Praga, 1940. Estreno: Praga, 1940, 4 textos en traducción de Hans Bethge del poeta iraní Hafiz Shirazi (siglo XIV): Nachdichtungen der Lieder und Gesänge des Hafis, volumen 2. |
| 1940 (?)     | -            | Opus 31  | Nachlese (Lieder) | -                             | |
| 1940 (?)     | -            | Opus 32  | Krieg. Cantata para barítono | Música vocal (cantata)        | |
| 1940-41 (?)  | -            | Opus 33  | Die Heimkehr des Odysseus. Ópera. (pérdida) | Música escénica (ópera)       | |
| 1941         | -            | Opus 34  | Six Sonnets de Louise Labé («Seis Sonetos de Louise Labé») para soprano y piano. | Música vocal (piano)          | Editada por el autor: Praga, 1941. |
| 1941 (?)     | -            | Opus 35  | Sechs Gesänge für Alt oder Bariton und Klavier | Música vocal (piano)          | |
| 1941-42      | -            | Opus 36  | Der zerbrochene Krug (Kleist) («El cántaro roto»), ópera. (pérdida) | Música escénica (ópera)       | Editada por el autor 1942. |
| 1942         | -            | Opus 37  | Drei Lieder («Tres lieder») (C.F. Meyer) para barítono y piano | Música vocal (piano)          | En el autógrafo figura la nota «revisado en Theresienstadt»). Datación final: 4 de noviembre de 1942. Estreno: Theresienstadt, 1943.                                                                  |
| 1941         | -            | Opus 38  | 3. Klaviersonate («Sonata para piano nº 4»). | Música solista (piano)        | Editada por el autor: Praga, 1941. |
| 1937         | -            | Opus 39  | Sonate für Violine und Klavier (Sonata para violín y piano) | Música instrumental (dúo)     | Sólo se conserva copia de la parte del violín. |
| 1942 (?)     | -            | Opus 40  | Konzertarie (basado en "Iphigenie" de Goethe) | -                             | |
| 1942 (?)     | -            | Opus 41  | Sechs Lieder («Seis lieder») (H.G. Adler) | Música vocal (piano)          | |
| 1943 (TH)    | -            | Opus 46  | 3. Streichquartett (in einem Satz) («Cuarteto de cuerdas nº 3») | Música de cámara              | Se conserva una copia del manuscrito. Datación final: 23 de enero de 1943. |
| 1943 (TH)    | -            | -        | Herbst («Otoño»), canción para soprano y trío de cuerda (texto de (Georg Trakl) | Música vocal (instrumentos)   | Se conserva el manuscrito. Datación final: 24 de enero de 1943. |
| 1943 (TH)    | -            | -        | (2) Lieder der Tröstung (Albert Steffen) para voces profundas y trío de cuerda | Música vocal (instrumentos)   | Se conserva el manuscrito. |
| 1943 (TH)    | -            | -        | Zehn jiddische und hebräische Chöre («Diez coros yiddish y hebraicos») (coros masculinos, coros femeninos y coros mixtos)                                                                                                 | Música coral                  | Se conserva copia de la partitura. |
| 1943 (TH)    | -            | -        | Música escénica para una obra de François Villon (Spiel) (perdida) | Música escénica               | Estreno en Theresienstadt: 20 de julio de 1943. |
| 1943 (TH)    | -            | -        | Wendla im Garten para coro y piano (texto: Frank Wedekind) | Música coral (piano)          | Se conserva el manuscrito. Datación final: 1918 - 1943. |
| 1943 (TH)    | -            | Opus 45  | 5. Klaviersonate, Von meiner Jugend («Sonata para piano nº 5») | Música solista (piano)        | Se conserva el manuscrito. Consta como Opus 45. Schlussdatierung: 27 de junio de 1943. |
| 1943-44 (TH) | -            | Opus 45  | Sinfonía n.º 1, Von meiner Jugend (igual opus que la sonata) | Música orquestal              | |
| 1943-44 (TH) | -            | -        | Hölderlin-Lieder («[2] Lieder de Hölderlin») para coro y piano | Música coral (piano)          | Se conserva el manuscrito. |
| 1943 (TH)    | -            | Opus 47  | Der Mensch und sein Tag (H.G. Adler) [El humano y su día]. 12 Lieder para coro y piano | Música vocal (piano)          | Se conserva el manuscrito. Consta como Opus 47. Datación final: 4 de septiembre de 1943. |
| 1943 (TH)    | -            | Opus 49  | 6. Klaviersonate («Sonata para piano nº 6») | Música solista (piano)        | Se conserva el manuscrito. Comp. "Kaiser von Atlantis". Datación final: 1 de agosto de 1943. Estreno en Theresienstadt antes del 30 de octubre de 1943.                                               |
| 1943 (TH)    | -            | -        | Immer inmitten. Cantata para mezzosoprano y piano (texto: H.G. Adler) | Música vocal (piano)          | Se conserva el manuscrito de dos lieder. Estreno en Theresienstadt: 30 de octubre de 1943. |
| 1943 (TH)    | -            | -        | Chansons des enfants françaises [Canciones infantiles francesas], para voz y piano. | Música vocal (piano)          | Se conserva el manuscrito de una canción. Fecha de dedicatoria: 27 de septiembre de 1943. |
| 1943 (TH)    | -            | -        | Drei chinesische Lieder («Tres lieder chinos») para coro y piano. | Música coral (piano)          | Se conserva un manuscrito parcial. Datación final: octubre de 1943. |
| 1943-44 (TH) | -            | Opus 49b | El emperador de la Atlántida (Der Kaiser von Atlantis) Obra en un acto (texto: Kien) | Música escénica (ópera)       | Se conserva el manuscrito. Estreno: junio/julio de 1943; Datación final: 13 de enero de 1944. Revisión ("Wahnsinns-Terzett"): agosto de 1944.                                                         |
| 1944 (TH)    | -            | -        | Don Quixote. Obertura para piano (Particella. Orquestada en 1994 por Bernhard Wulff) | Música solista (piano)        | Se conserva el manuscrito. Datación final: 21 mars 1944. |
| 1944 (TH)    | -            | -        | Der 30. Mai 1431. («30 de mayo de 1431») (Libreto para la ópera Juana de Arco) (2 actos) | Música escénica (ópera)       | Se conserva el manuscrito, seis escenas. |
| 1944 (TH)    | -            | Opus 53  | Tres lieder yiddish para coro y piano | Música coral (piano)          | Se conserva el manuscrito. Fecha de uno de los lieder: 25 de mayo de 1944. |
| 1944 (TH)    | -            | -        | Die Weise von Liebe und Tod ("La canción de amor y muerte") (Rainer Maria Rilke). 12 piezas para recitador y orquesta o piano (particella)                                                                                | Música vocal (piano)          | Se conserva el manuscrito. Estreno antes del 28 de septiembre de 1944. Datación final: 12 de julio de 1944.                                                                                           |
| 1944 (TH)    | -            | -        | 7. Klaviersonate («Sonata para piano nº 7») (La obra fue instrumentada en 1989 por von Bernhard Wulff, es la Sinfonía n.º 2)                                                                                              | Música solista (piano)        | Se conserva el manuscrito. Datado en la página del título: 22 de agosto de 1944. |
| 1944 (TH)    | -            | -        | Abendphantasie (Fantasía de la tarde) (Hölderlin) para coro y piano | Música coral (piano)          | Se conserva el manuscrito. |
| 1944 (TH)    | -            | Opus 54  | Kadenzen zu Beethovens Klavierkonzerten (Nr. 1 und 3) (Cadenzas para los conciertos de piano de Beethoven n.º 1 y 3) | Música solista (piano)        | Se conserva el manuscrito. |
| 1944 (TH)    | -            | -        | Drei hebräische Knaben-Chöre («Tres coros infantiles hebreos») (a cappella) | Música coral (capella)        | Se conserva una copia de la partitura. |

Nota: Todas las obras con (TH) fueron compuestas en el campo de concentración de Theresienstadt.

## Documentales sobre Viktor Ullmann
- L’atelier Ullman de François Gauducheau, Francia, 2005, 45’
- Stranged Passengers: In Search of Viktor Ullmann. Documental de Wolfgang Beyer y Eva Marginter. Austria, 2003, 80'. Incluye la Sinfonía N° 2 dirigida por James Conlon, Gürzenich-Orchester Kölner Philharmoniker.
- The Kaiser of Atlantis de Sebastián Alfie, España, Argentina, República Checa, Holanda, 2022, 77’

## Discografía
- Cuarteto Op. 46, N° 3. Hawthorne String Quartet, Chamber Music from Theresienstadt 1941-1945, Channel Classics, 1991.
- Der Kaiser von Atlantis. Michael Kraus, Walter Berry, Iris Vermillon, Orquesta de la Gewandhaus de Leipzig, Lothar Zagrosek ; Hölderlin-Lieder. Iris Vermillon, Jonathan Alder. "Entartete Musik", DECCA, 1994.
- Der Kaiser von Atlantis oder Die Todt-Verweigerung ARBOS - Gesellschaft für Musik und Theater, MATOUS RECORDS, 1995
- Der Sturz des Antichrist. Coro y Orquesta Filarmónica de Bielefeld, Rainer Koch. 2 CD, CPO, 1996.
- Canciones. Petr Matuszek, Ales Kanka, Pavel Eret, Libor Kanka, Vladan Koci, 1 CD Supraphon, 1997. Incluye los ciclos de lieder: Lieder Buch des Hafis, Op. 30; Der Mensch und sein Tag, Op. 47; Geisltliche Lieder, Op. 20; Drei Lieder (con textos de Ferdinand Meyer); Drei Chinesische Lieder.
- Piano Sonatas, 4, 5, 6 y 7, opus, 38, 45, 49, 7, por María Garzón, Héritage, 2012.